# Okubo Toshimichi
Okubo Toshimichi (26 de setembro de 1830 – 14 de maio de 1878) foi um homem de estado japonês, samurai de Satsuma. Foi um dos cinco grandes nobres que encabeçaram a revolução de 1868 contra o Xogunato, a intitulada Restauração Meiji. Ele tornou-se um dos principais ministros de Mikado, e nos problemas enfrentados em seguida por Satsuma, foi o principal oponente de Saigo Takamori.
Contudo, a supressão da rebelião de Satsuma levou à vingança pessoal dos simpatizantes de Saigo, e na primavera do 1878 foi assassinado por sete homens do clã rival. Okubo era um dos principais homens de seu tempo, e em 1872 foi um dos missionários japoneses a viajar pelo mundo angariando idéias para organizar o novo regime.

## Na ficção
Okubo Toshimichi também aparece na série de Tv "Rurouni Kenshin" ("Samurai X", em Portugal e no Brasil), na trama ele é assassinado por Soujiro Seta. É interessante verificar o conteúdo historico do mangá, pois o corpo de Okubo é encontrado por fazendeiros indignados com a restauração, que assumem seu assassinato para fortalecer sua causa e seu clã, escondendo a autoria do assassinato sob Soujiro Seta e mantendo o fluxo da História oficial do Japão sem interferências.